# Флаг Вепсской национальной волости
Флаг Ве́псской национальной волости — флаг бывшей автономии северных вепсов в составе Республики Карелия Российской Федерации. В ходе муниципальной реформы Вепсская национальная волость была разделена на 3 поселения: Шокшинское вепсское, Шелтозерское вепсское, Рыборецкое вепсское сельские поселения, которые вошли в состав Прионежского района Карелии.

## Описание[2]
«Флаг Вепсской национальной волости представляет собой двухстороннее прямоугольное полотнище зелёного цвета, пересечённое синими полосами крестообразного вида, смещённого в левую сторону полотнища и обрамлённого жёлтой полосой. Отношение ширины флага к его длине — 2:3. Отношение ширины синей полосы к ширине флага — 1:4».

## Обоснование символики[2]
Цветовая символика флага тесно связан с географическими, природными особенностями волости.
Присутствие во флаге зелёного и синего цвета символизирует преемственность цветовой гамме Республики Карелия.
Зелёный — символ роста; цвет, символизирующий зелёное богатство волости — леса, луга.
Синий — цвет, символизирующий красоту озёр, рек.
Жёлтый — цвет, символизирующий пробуждение к жизни.
Скандинавский крест — общий элемент на флагах финно-угорских народов.